# Anffas Nazionale
Anffas Nazionale  ETS/APS - Associazione Nazionale di Famiglie e Persone con disabilità intellettive e disturbi del neurosviluppo - è un ETS e APS che si occupa della tutela dei diritti di persone con disabilità intellettive e disturbi del neurosviluppo e dei loro familiari.

## Storia
L'associazione è nata il 28 marzo 1958 a Roma ed è stata fondata da un gruppo di genitori di persone con disabilità, la cui portavoce era Maria Luisa Ueberschlag Menegotto.
Anffas nasce in un periodo in cui la situazione socio-assistenziale era caratterizzata da un clima di forte ghettizzazione nei confronti delle persone cosiddette "subnormali" e delle loro famiglie che spesso vivevano solamente grazie a iniziative di carità e beneficenza e potevano disporre di ben pochi supporti da parte delle istituzioni pubbliche. In genere il loro destino era quello di vedersi emarginati dalla società e di vedersi privati di una vita dignitosa e serena.
L'associazione ebbe come prima denominazione "Associazione Nazionale Famiglie di Fanciulli Minorati Psichici", denominazione questa che subì via via numerose modificazioni, tra cui "Associazione Nazionale Famiglie di Fanciulli ed Adulti Subnormali" (di cui Anffas era in origine l'acronimo), fino ad assumere quella attuale: "Associazione Nazionale Famiglie di Disabili Intellettivi e Relazionali".
Attualmente, in cinquant'anni di attività Anffas rappresenta una delle maggiori associazioni a tutela delle persone con disabilità, ed è presente in tutto il territorio nazionale in maniera capillare.
Dal febbraio 2000 l'associazione assume la qualifica di Onlus e in linea con il nuovo modello di decentramento dello stato italiano. Nello stesso anno Anffas attua anche una radicale modifica alla sua struttura associativa, passando dall'avere un'unica personalità giuridica ad avere alla propria base associativa delle autonome associazioni locali.
Nel mese di giugno 2022, Anffas Nazionale è formalmente iscritta al Registro Unico degli Enti del Terzo Settore (RUNTS) - sezione APS, con la denominazione “Associazione Nazionale di Famiglie e Persone con disabilità intellettiva e disturbi del neurosviluppo” in breve Anffas Nazionale ETS-APS. Automaticamente entra in vigore il nuovo Statuto.

## Gli scopi dell'associazione
Anffas opera a tutela dei diritti umani delle persone con disabilità, prevalentemente intellettive e disturbi del neurosviluppo, e dei loro familiari in coerenza con quanto sancito dalla Convenzione ONU sui diritti delle persone con disabilità ratificata dall'Italia con L. 18/2009.
Gli scopi dell'associazione sono legati alla solidarietà sociale, al campo dell'assistenza sociale, sanitaria e socio sanitaria, alla ricerca scientifica, alla formazione, alla beneficenza, e alla tutela dei diritti civili a favore di persone con disabilità e delle loro famiglie.

## I numeri
Anffas conta oltre 14.000 soci raccolti in 169 associazioni locali, 16 associazioni/coordinamenti regionali e 45 autonomi enti marchio Anffas in tutta l'Italia, sostiene oltre 30.000 persone con disabilità e loro famiglie. Collaborano con l'associazione 3.000 operatori specializzati, inquadrati nel Contratto Collettivo Nazionale del Lavoro Anffas.
Le molte attività vengono realizzate anche grazie all'aiuto volontario di migliaia di sostenitori dell'Anffas che concorrono al raggiungimento degli scopi associativi.